# 形容動詞
形容動詞（けいようどうし）とは、橋本進吉による品詞の分類において用いられる日本語の品詞のひとつである。いわゆる学校文法の品詞分類も橋本文法に倣っている。

## 概要
形容動詞は、平安時代に形容詞が不足したとき、形容詞で表現できない意味を持つ名詞を語幹として「なり（助詞「に」+動詞「あり」）」または「たり（助詞「と」+動詞「あり」）」をつけることによって成立した（前者はナリ活用で現在のダ型活用、後者はタリ活用で現在のタルト型活用）。
独立した品詞としてこれを立てることに否定意見も多く、それぞれ別に節を立てて説明するが、形容詞とする立場、名詞とする立場がある。「形容動詞」という名称にも異論がある。まず、独立した品詞とする立場から説明し、その後に異論を示す。

## 他の品詞との違い

### 形容詞との違い
形容詞は「大きいである」のように「～である」をつけることができないが、形容動詞は「不謹慎である」のように「～である」をつけることができる。
とはいえ「だ」「です」「である」が接続するのは、形容動詞の連体形である「～な」とそれが係る体言がともに省略されたとも解釈できる。坂井秀寿『日本語の文法と論理』では「いわゆる準体助詞の『の』」との関連でこの点について議論されていて、「大きいです」が正であり「大きいである」が誤というのは、慣例的あるいは運用上の配慮によるものだとも解釈できる。じっさい、「大きいのだ」「大きいのです」「大きいのである」は不自然ではない。
現在「タルト型の活用をする形容動詞」に分類されている語は、現在の形容動詞とは別の品詞として扱うことは日本語処理の分野では行われており、「タルト型活用」をする助動詞「たり」(と(連用形)・たり(終止形)・たる(連体形)・たれ(命令形)・たろう・たらん)を立てる流儀もある。

### 名詞との違い
名詞は活用が存在しないが、形容動詞は活用が存在する。しかし、それだけでは、名詞＋助動詞「だ」 の形と形容動詞を区別することにはならない。
形容動詞と名詞の文法的振る舞いには明確な違いが認められる。たとえば、名詞＋「だ」 と比べて次の差異が見られる。
- 程度を表す副詞等（副詞や連用形）に修飾されうる（例：かなり無慈悲）

「タルト型形容動詞」を除く形容動詞は、「な」「に」を伴う「属性名詞」とすることが、日本語処理分野では行われている。

## 形容動詞への対応
形容動詞と形容詞は、ともに自立語であり、用途を一にしている。現代日本語文法での両者の相違点は、活用語尾のみである。このことから、日本語学者の間では形容動詞を単一の品詞として扱うべきではないとの意見が昔からある。以下にまず、日本語の四大文法における扱いについて説明する。

橋本文法では用言の一品詞として形容動詞を挙げ、学校文法もこれに準じているため学校教育では形容動詞という品詞は使われている。松下文法も品詞として挙げている。山田文法には「形容動詞」はあるが範囲が違っている。
四大文法の残る一つである時枝文法の時枝誠記は形容動詞を否定し、「静かな」「丈夫に」は体言に助動詞が付いたものとした。新村出（『広辞苑』は形容動詞を認めない）や鈴木重幸・工藤真由美ら言語学研究会のメンバーも同様に、形容動詞を否定している。

### 形容詞とする立場
日本語を母語としない人々に対する日本語教育においては、「な形容詞」として紹介されるのが一般的である。詳細は#日本語教育における形容動詞を参照のこと。

### 名詞とする立場
形容動詞を品詞の一つとして認めない場合、主として名詞に助動詞「だ」が接続したものとみなす説が有力である。なお、形容動詞とされるものと助動詞「だ」の活用様式は基本的に同一である。
この立場では、一部の名詞は、名詞＋「な」（助動詞「だ」連体形） の形で、名詞を修飾できる修飾語句（連体修飾語）を作ると考える。この「一部の名詞」は、普通の名詞とは性質がやや異なるため、例えば「形容詞性名詞」と呼ぶ。
そうすると、形容詞性名詞＋助動詞「だ」 の形は、程度を表す副詞相当語句（副詞や連用形）によって修飾されうることになる（例：「たいへん-綺麗-な」）。
一方、一般的な名詞の場合、名詞＋「だ」 の形が程度の副詞等によって修飾されることはない。
尤も、「そこより少し東の」のように、形容詞性名詞ではない名詞（形容動詞語幹にならない名詞）の場合でも同様の構文はあるという指摘もある。
形容動詞は名詞との境界が曖昧であるという見解により、広辞苑など形容動詞を独立した品詞と認めずに名詞の一種とみなしている文献の存在が確認されている。その見解によると、例えば「清廉」「波乱万丈」などは、古くは「清廉の人」「波乱万丈の人生」のように（形容動詞と名詞を異なる品詞と考える立場でいう）名詞として使うのが普通であったものの、人・文脈によっては「清廉な人」「波乱万丈な人生」のように（同じく異なる品詞と考える立場でいう）形容動詞として使う人も多く、揺れがある。今日ある形容動詞も元々はすべて名詞から形容動詞に変化したものだから、境界線上にある語があるのは当然のことである。なお、形容動詞を独立した品詞と認めない立場からいえば、先の例はいずれも名詞で、連体修飾時に「な」を伴うか「の」を伴うかに揺れがある、ということになる。

### 名称にかかわる異論
また、形容動詞を品詞として認める立場からも、名称について異論があり、動詞よりも前述のとおり形容詞的であること、活用語尾を取った語幹の部分を原則として名詞として取り出せることから、形容「動詞」の名に疑問が提示されることがある。実際、海外での日本語研究においては"nominal adjective"（名詞的形容詞）の訳語があてられることが多い。また日本語学者の寺村秀夫も自著では「名容詞」という用語を用いている。
形容動詞の連体形「～な」の語源は、文語「～なり」の連体形「～なる」が変化したものだと思われる。この語はたとえば体言を二つ連結する場合にも使われたが、江戸末期以降こうした用法は見られなくなり、「の」で接続することが一般的になったと考えられる。以下はその例である。
- [文語]豊かなる川の流れ（文語における形容動詞の連体形）
- [現代語]豊かな川の流れ（現代語における形容動詞の連体形）
- [文語]そこなお方は誰そ（「そこなる」が変化したもの）
- [現代語]そこのお方はどなたですか（二つの体言の連結に「の」を用いている）

しかし別の解釈もあり、島崎藤村の「小諸なる古城のほとり」の名詞「小諸」と「古城」が「なる」で接続する例があり、「我が家」のように「が」で接続される例もあるため、計量言語学の側面からの検証が求められる。

## 日本語教育における形容動詞
日本語を母語としない人々に対する第二言語・もしくは外国語として日本語を教える日本語教育においては、形容動詞を「な形容詞(na-adjective)」、形容詞を「い形容詞(i-adjective)」として教えることが多い。また活用としては名詞＋コピュラとほとんど同じで、連体形をナ、連用形をニとするだけの違いであることから、ナニ名詞、na-noun, qualitative noun, adjectival nounと呼ばれることもある。
形容動詞を adjectival noun と呼ぶ場合、対比させる形で形容詞を adjectival verb と呼ぶことが多い。 いっぽう、日本語名を直訳する形で形容動詞を adjective verb などと呼ぶこともあり得るので、これとの混同に注意が必要である。
なお、日本語処理分野においては、形容動詞を「ナニ名詞(属性名詞)」と「タルト名詞」に分けて辞書に登録するという対処法がある。

## 口語形容動詞の活用

### 「だ」型活用
| 未然形 | だろ         |
| 連用形 | だっ・で・に |
| 終止形 | だ           |
| 連体形 | な           |
| 仮定形 | なら         |
| 命令形 | ×            |

ダ型活用はニナ型活用とも呼ばれる。
断定の助動詞「だ」と類似の語形変化だが、形容動詞の連体形は名詞を修飾できる（一方、助動詞「だ」の連体形は「なの」「なので」等で現れるのみ）。
ダ型活用の形容動詞には、
上記の活用形の他に「語幹の用法」が存在する（参照：語幹用法）。
- 語幹の形で文の終端になる
- 一部の終助詞・間投助詞（「か」「かしら」「さ」「ね」等）をつけて文の終端になる
- 一部の助動詞（「そうだ」「らしい」）が付く場合

さらに、丁寧体（敬体）（参照：丁寧語）の活用形も存在する。
| 未然形 | でしょ   |
| 連用形 | でし     |
| 終止形 | です     |
| 連体形 | （です） |
| 仮定形 | ×        |
| 命令形 | ×        |

なお、形容動詞を単一の品詞として認めない立場によれば、丁寧体においても、“名詞＋断定の助動詞「です」”の組み合わせという説明となる。
ダ型活用には、「である」に由来する「だろ」「だっ」「で」「だ」と、文語の「なり」（ナリ活用）に由来する「に」「な」「なら」が混在している。終止形の「だ」と連体形の「な」はいずれも元は終止形・連体形ともに用いられたものであり、室町時代から江戸時代初期までは形容動詞の終止形としても「な」が普通に用いられた。
ダ型（ニナ型）形容動詞には、各論において、品詞分類上の諸説が存在する。
1. 特殊な連体形をもつもの - 「同じだ」は二種類の連体形をもつ。即ち、格助詞「の」、接続助詞「ので」、「のに」に続く場合は「同じな」、体言に続く場合は「同じ」と活用する。後者を連体詞に分類する説もあるが、次項2.の理由からも、説明は難しい。「同じだ」のほかに「こんなだ」「そんなだ」「あんなだ」「どんなだ」などが、これに該当する。ただし、「同じ～するなら」のように、「せっかく、どうせ」の意味で使う「同じ」は、別語であり、これは副詞である。
2. 連体形のみ存在するもの - 「大きな」は、連体詞に分類する説が一般的である。しかし、他の連体詞とは異なり、被修飾語となりうる（例：「とても大きな」）性格を有する。また、元来「ナリ活用」の形容動詞だった経緯を考慮すると、本来は「大きだ」という形容動詞であると仮定し、その活用形のほとんどが退化し、連体形「大きな」のみが現代語として残り使用されているとする説明も、矛盾が少なく、弱説ながら捨てがたい。「大きな」のほかに「小さな」「おかしな」などが、これに該当する。

### 「タルト」型活用
ダ型活用とは異なる、次のような活用をする形容動詞もある。
| 未然形 | ×        |
| 連用形 | と       |
| 終止形 | ×        |
| 連体形 | たる     |
| 仮定形 | ×        |
| 命令形 | （たれ） |

文語のタリ活用に由来するが、活用がかなり退化している。トタル型活用ということもある。具体例としては、「営営と」「堂堂と」「茫然と」など。学校文法の口語文法では、連用形は副詞、連体形は連体詞として扱われる。

## 文語形容動詞の活用

### 「なり」活用
| 未然形 | なら     |
| 連用形 | なり、に |
| 終止形 | なり     |
| 連体形 | なる     |
| 已然形 | なれ     |
| 命令形 | なれ     |

「～にあり」が短縮したものであるため、ラ行変格活用と類似の活用をする。

### 「たり」活用
| 未然形 | たら     |
| 連用形 | たり、と |
| 終止形 | たり     |
| 連体形 | たる     |
| 已然形 | たれ     |
| 命令形 | たれ     |

「～とあり」が短縮したものである。